# Линарес, Николас
Николас Уго Линарес (исп. Nicolás Hugo Linares; род. 6 марта 1996, Монте-Гранде, Буэнос-Айрес) — аргентинский футболист, полузащитник клуба «Палестино».

## Клубная карьера
Линарес — воспитанник клубов «Эстрела дель Сур» и «Банфилд». 26 августа 2017 года в матче против «Бельграно» он дебютировал в аргентинской Примере в составе последних. В начале 2022 года Линарес на правах аренды перешёл в «Сентраль Кордова». 16 февраля в матче против «Тигре» он дебютировал за новую команду. 10 мая в поединке против «Лануса» Николас забил свой первый гол за «Сентраль Кордова».
В 2023 году Линарес был арендован «Институто». 29 января в матче против «Атлетико Сармьенто» он дебютировал за новый клуб. 5 марта в поединке против «Индепендьенте» Николас забил свой первый гол за «Институто». По окончании аренды игрок вернулся в «Банфилд».
В начале 2024 года Линарес перешёл в чилийским «Палестино». 24 февраля в матче против «Кобрелоа» он дебютировал в чилийской Примере. 19 июля в поединке Южноамериканского кубка против бразильской «Куябы» Николас забил свой первый гол за «Палестино».